# Comitatul Calumet, Wisconsin
Comitatul Calumet, conform originalului din engleză, Calumet  County, este unul din cele 72 comitate ale statului american  Wisconsin. Sediul comitatului este localitatea Chilton. Conform datelor recensământului din anul 2000, populația sa a fost 40.631 de locuitori.

## Demografie
|  | Graficele sunt indisponibile din cauza unor probleme tehnice. Mai multe informații se găsesc la Phabricator și la wiki-ul MediaWiki. |

Date: Wikidata - grafică realizată de Wikipedia